# Goran Pandev
Goran Pandev (makedonsk: Горан Пандев; født 27. juli 1983 i Strumica) er en makedonsk fodboldspiller, der spiller som angriber for Genoa. Han spiller desuden for det makedonske landshold, hvor han er den mest scorende spiller gennem tiderne.